# Exodeconus integrifolius
Exodeconus integrifolius är en potatisväxtart som först beskrevs av Rodolfo Amando Philippi, och fick sitt nu gällande namn av B. Axelius. Exodeconus integrifolius ingår i släktet Exodeconus och familjen potatisväxter. Inga underarter finns listade i Catalogue of Life.